# シグナル 長期未解決事件捜査班
『シグナル 長期未解決事件捜査班』（シグナル ちょうきみかいけつじけんそうさはん）は、2018年4月10日から6月12日までカンテレ（関西テレビ）制作・フジテレビ系の「火曜21時枠」（火9ドラマ）で放送された日本のテレビドラマ。2016年に韓国・tvN（CJ ENM）で放送されたテレビドラマ『シグナル』のリメイク作品。主演はテレビドラマ初主演の坂口健太郎。

## あらすじ
1995年4月10日、田代綾香が誘拐される。犯人を目撃した小学1年生の三枝健人は、城西警察署に行くが相手にされない。綾香は遺体で発見される。誘拐事件を捜査する大山剛志は、管理官の中本慎之助に容疑者を行方不明の男に断定するのは早いと訴えるが、中本は取り合わず、上司の岩田一夫になだめられる。女児誘拐事件の捜査は進展せず、未解決事件となってしまう。
2010年4月7日、城西警察署地域課の警察官になっていた健人は、素行の悪さのせいで刑事課強行班係の桜井美咲と山田勉から説教を受けていた。8日夜、健人は廃棄処分される無線機から声がしているのに気づく。声の主は大山だった。大山がもたらした情報から、時効が10日に迫った女児誘拐事件が動き出す。健人や美咲の必死の捜査の末、事件はついに終結する。4月27日、警視庁捜査一課に長期未解決事件捜査班が設置される。その後、大山と無線が繋がるが、銃声が聞こえて通信が途絶えてしまう。
2018年、長期未解決事件捜査班に配属された健人は、同時期に再び大山との交信が可能になり、そこで自分が過去の世界の大山と交信しているのではないかと考えるようになる。当初はその非現実的な現象を受け入れられなかったが、大山の行動によって過去が変わったことで認めるようになる。健人側の無線機が繋がるのは、いつも23時23分。過去が改変されたことは無線機を使う健人にしか認識されない中、健人は過去の大山と協力しつつ様々な未解決事件に挑んでいく。

## 登場人物

### 警視庁長期未解決事件捜査班
三枝健人（さえぐさ けんと）
演 - 坂口健太郎（小学低学年時：大江優成、小学高学年時：大西利空）
警視庁刑事部捜査第一課の付属機関である長期未解決事件捜査班のプロファイラー。旧姓：加藤。1989年2月14日生まれ。
2009年に城西警察署地域課（南山田交番）に配属。2010年4月8日23時23分、大山と初めて無線が繋がり、当時の階級は巡査なのに大山から「三枝警部補」と呼ばれ困惑する。2015年に警部補となり、2018年にアメリカでのプロファイリング研修を終えて長期未解決事件捜査班に加わる。このとき大山と再び無線が繋がるようになり、無線が過去の世界に繋がっていること、無線の相手が2000年に行方不明になる大山であることを理解する。
母子家庭で、子供の頃は母と兄・亮太の3人で暮らしていた。小学1年生のときは意思表示が苦手な少年で、女児誘拐事件の犯人について警察に訴えるも全く聞き入れられず、更に小学校高学年のときに亮太が集団暴行事件の主犯として逮捕されたことでいじめを受けるようになったことから、母により親戚の元へ預けられ、母方の旧姓である三枝に改姓した。これらの過去から、警察組織に所属しながら警察そのものを全く信用していない。焼き鳥店「おかん焼きふじよし」にて、大山から自身の思い出の料理であるオムライスをよく食べさせてもらっていた。高校生のときに亮太が嵌められたことを知り荒れていたが、「おかん焼きふじよし」のおかみとの会話がきっかけで警察官を目指すようになる。
第10話にて岡本を襲った犯人たちに射殺され息を引き取るが、2000年の大山の行動が変化したことで健人の過去も影響を受け、健人の2000年から2018年までの過去が書き換えられた。目を覚ましたときには南山田交番勤務の巡査部長になっていて、長期未解決事件捜査班の一員ではなくなっていた。その後、母を通じて大山から衆議院議員・野沢の収賄の証拠を託され、大山から届いた封筒の消印が竜宮岬であったことから、未だ見ぬ相棒と合流するべく、美咲と共に竜宮岬で大山を探すところで連続ドラマは終わる。
スペシャルドラマでは結局大山と竜宮岬で出会えず、大山から受け取った証拠を用いて6月18日に野沢を逮捕する。2020年当時の階級は警部補。同年、野沢逮捕の功績が認められ12月3日に警視総監から表彰され、そして美咲の推薦を受けて再び長期未解決事件捜査班に異動する。大山が現在も中本の殺人容疑で指名手配されていることから、真犯人を捕まえ大山の濡れ衣を晴らす事を決意する。
原作のパク・ヘヨン（演 - イ・ジェフン）に該当。
桜井美咲（さくらい みさき）
演 - 吉瀬美智子
長期未解決事件捜査班の班長。かつて尊敬していた先輩であり、指導係であった大山の行方を捜している。
1998年に城西警察署刑事課強行班係に異動。大山からは「半人前」と呼ばれていた。2000年に大山失踪後、大山の父から大山が過去に担当した事件の捜査ノート、大山の腕時計と写真立てを譲り受ける。2010年当時の階級は巡査部長。同年、長期未解決事件捜査班に異動。2018年当時の階級は警部補。
第6話で工藤雅之の再犯に巻き込まれてしまい殉職するが、過去が変化したことにより第7話で復活する。第9話の終盤にて初めて無線機からの大山の声を耳にし、健人が大山と交信していた事実を知る。第10話では18年もの時を経て大山と会話を交わし、彼が命を落とすとされる谷原記念病院の跡地に行かないように訴える。それによって大山に対策を取らせ、彼の死という過去とその後の未来を大きく変える結果となった。この過去改変から、健人と同様に過去が変わる前の状況を記憶している。そのため、山田たちが健人の存在の記憶が無くなっていたなかで、自身は健人のことを記憶していた。改変後の世界でも大山の行方を捜しており、大山の腕時計と写真立ては美咲の手元に残っていた。
スペシャルドラマの2020年当時の階級は警部。
原作のチャ・スヒョン（演 - キム・ヘス）に該当。
山田勉（やまだ つとむ）
演 - 木村祐一
長期未解決事件捜査班の刑事で、美咲からは「先輩」と呼ばれる。関西弁で話す。人探しのプロだが腰が重い。健人の事は当初は疎んでいたものの徐々に信頼し、サポートに徹するようになる。
2010年当時は城西警察署刑事課強行班係の巡査部長。同年、長期未解決事件捜査班に異動。第10話で過去が変化した際には健人の事を覚えていなかった。
小島信也（こじま しんや）
演 - 池田鉄洋
長期未解決事件捜査班の鑑識官。優れた分析力と観察力を持つものの、独特の言い回しの所為で陰では変わり者呼ばわりされている。
2010年当時は城西警察署の鑑識官。同年、長期未解決事件捜査班に異動。第10話で過去が変化した際には健人の事を覚えていなかった。

### 警視庁
岩田一夫（いわた かずお）
演 - 甲本雅裕
警視庁刑事部捜査第一課の係長。階級は警部。2010年当時は城西警察署の刑事課係長で警部補。
大山の行方を捜している健人と美咲の動向を監視している。中本の下で忠実に働いていたが、白血病にて闘病中であった娘が病死したのを機に、中本の下を離れることを決意する。その後、健人に、兄・亮太が主犯とされる武蔵野市の集団暴行事件について調べるのは危険だと忠告するが、彼の意を受け真実を伝えようとするも、待ち合わせた東京城西病院にで何者かに腹部を刺され、大山殺害を自白した後、息を引き取った。
第10話にて過去が変化し、2000年4月15日に大山の殺人未遂で彼の同僚たちに逮捕される。
中本慎之助（なかもと しんのすけ）
演 - 渡部篤郎
警視庁刑事部長。階級は警視監。女児誘拐事件捜査の責任者だった。
2010年、前述事件の真犯人・吉本圭子の逮捕後、殺人事件の時効撤廃が決定したのを受け、長期未解決事件捜査班を発足する。実は衆議院議員・野沢の息の掛かった人間であり、その汚職の隠蔽として数々の工作を行ってきた。そのため、殺人などの下劣な犯罪に手を染めながら、表向きは被害者遺族に寄り添うことを装っていた。
1998年、押収された野沢の裏帳簿のフロッピーディスクを野沢の元に取り返すため、城ケ丘地区連続窃盗事件の真犯人・白石を不起訴処分とし、釈放させた。2000年4月15日、事件の真相を追う大山と対立した末に彼を岩田に殺害させていた。第10話にて、加藤亮太を自殺に見せかけるかたちで殺害したことが明らかになる。その後、過去が変化したことにより、加藤亮太殺害の犯人として指名手配されていたが、2000年6月に木更津の廃工場にて遺体で発見される。
佐々木
演 - 久保田悠来（第8・9話）
中本の部下。岩田が殺害された当日に彼と通話した岡本を取り調べる。

### 城西警察署刑事課強行班係（過去）
大山剛志（おおやま たけし）
演 - 北村一輝
かつての刑事課の刑事（巡査部長）で美咲の指導係でもあったが、2000年4月15日より行方不明。暴力団関係者からの収賄容疑をかけられた直後に失踪したとされている。不正を憎み、その正義感から周囲の迷惑や警察のメンツに捕らわれる事なく捜査にのめり込む姿勢のため、警察内では疎まれる事も少なくなかった。
過去において未来の健人と無線機を通して交信が出来る。健人が拾った無線機に最初に交信を送ってきたが、やがて意味深な言葉を残して交信が途切れる。その後、再び交信可能になった際には健人の事など知らないかのような態度を取った。その後は当初は未来と交信している事をなかなか信じられなかったが、やがてそれが事実であると認識し、未来の健人と協力して事件解決に臨む。
実は2000年4月15日に中本と対立した末に岩田に殺害されていた。2010年の健人に通信を送ってきたのは死に際の大山であり、2018年の健人が再び交信可能になった際に話していたのは1997年の大山だった。1997年の連続女性殺人事件（第2話 - 第4話）、1998年の城ケ丘地区連続窃盗事件（第5話 - 第7話）、1999年の集団暴行事件（第8話）、亮太が出所した2000年3月20日（第9話）に2018年の健人と通信する。
第8話の終盤、2018年の世界で白骨化した遺体として健人と美咲に発見される。しかし第10話にて未来の美咲からの訴えを受けた事で2000年4月15日の大山の行動が変化し、岩田に殺される事実が書き換えられて生存する。過去改変後は亮太の事件や女児誘拐事件を解決し、因縁の敵である中本を追っていたものの、2000年6月に中本が何者かに殺害され、中本の殺害容疑がかかり失踪中とされていた。しかし、終盤にてある病院に潜伏していたことが明らかになる。
スペシャルドラマでは、2018年に健人と美咲が病院にたどり着くが、その3年ほど前に無線を残して病院から忽然と姿を消していた。その後、2000年12月の大山が逃走中の身ながら2020年の健人に交信を送ってくる。
原作のイ・ジェハン（演 - チョ・ジヌン）に該当。
伊藤裕二
演 - おかやまはじめ（第1 - 3話）
大山の先輩刑事。巡査部長。
1997年当時の班長だったが、後述する大山の誤認逮捕の責任を取らされる形で降格・異動処分される。1998年退職。
望月三郎
演 - 末広透
大山の同僚刑事。巡査部長。2003年退職。
柴田浩太郎
演 - 三濃川陽介
大山の同僚刑事。巡査部長。2004年退職。
安藤隆太
演 - 光宣
大山の同僚刑事。
渡辺
演 - 川守田政人
大山の同僚刑事。
倉木
演 - 笠原秀幸（第8話）
大山の後輩刑事。彼とともに武蔵野市の集団暴行事件を捜査する。

### 慶明大学医学部
安西理香（あんざい りか）
演 - 青野楓
慶明大学医学部法医学教室の准教授。未解決事件に限らず、殺人事件の検視に人生を賭けている。遺体が見つかる度に「大山なのではないか」と駆け付けてくる美咲をいたわっている。

### その他
加藤亮太（かとう りょうた）
演 - 神尾楓珠
健人の兄。東条高校男子生徒。
同級生たちに嵌められ、武蔵野市の東条高校女子生徒集団暴行事件の主犯として逮捕されてしまい、8か月後の2000年3月20日に少年院から出所するも間もなく自殺したと思われたが、血液サンプルの分析結果から、精神安定剤の成分と抗凝固剤の濃度が異常だったことから、他殺であることが明らかになる。
少年院から出所した日に、斉藤から受け取った事件の真犯人の証拠品を渡すため、大山に連絡していた。
第10話にて、家族を救うため集団暴行事件の主犯である容疑を晴らそうと中本に証拠品を差し出したが、その後彼に毒殺された後、手首をカッターナイフで切りつけられ、あたかも自殺したかのようにされていたことが明らかになる。
過去改変後は、生き延びた大山によってすぐに事件の真相が明かされ、彼の汚名はそそがれた。

### ゲスト
※ 複数話登場人物には演者名横に登場話を記載
第1話
田代綾香〈10歳没〉
演 - 丁田凛美（第2話）
女児誘拐事件の被害者の少女。吉本圭子により殺害される。
加藤美紀
演 - 高野志穂（第8話 - 第10話）
健人と亮太の母。前述の通り亮太の逮捕後、いじめを受けていた健人の姿を見て、彼を親戚の元へ預けた。第10話では過去が変化し、大山によって亮太の事件が解決された事で、健人と再び一緒に暮らすようになっていた。
橋本啓介〈享年25〉
演 - 竹内寿（第2話）
医療機器メーカー社員。女児誘拐事件の容疑者として指名手配される。
後に圭子により殺害されたことが明らかになる。圭子とは恋愛関係にあった。
田代京子
演 - 片岡礼子（第2話）
綾香の母。時効により綾香を殺害した罪で圭子を逮捕出来ないことに悲観し、自分自身で綾香の仇を討とうと圭子に手を出そうとする。
田代政夫
演 - 紺野ふくた
綾香の父。
丸岡
演 - 芹澤興人
健人からスクープを聞きだした記者。
前川穂波
演 - 河井青葉
城西中央病院看護師。元谷原記念病院看護師で圭子の同僚。彼女の策略により女児誘拐事件の真犯人として容疑をかけられてしまう。
吉本圭子
演 - 長谷川京子（第2話）
女児誘拐事件の真犯人。城西中央病院看護師。元・谷原記念病院看護師。5000万円の身代金目当てに綾香を誘拐・殺害し、さらにその罪を橋本に着せるために自殺に見せかけて殺害した。綾香を殺害した件については時効が成立したため、罪に問われなかったが、橋本を殺害した件については時効が残っていたため、その罪で美咲たちに逮捕される。女児誘拐事件の時効を成立させ罪から逃れようと自供を頑なに拒んだが、橋本の着衣から発見された病院の駐車券に記載された日にちと時刻で前述の通り橋本殺害の時効が残っていることが証明され、逮捕につながった。最終回では、過去が変化し大山が橋本の遺体を発見し生き延びたことが引き金になって2000年4月に逮捕された。

第2話
北野みどり〈23歳没〉
演 - 佐久間由衣（第3話、第4話）
ラーメンやすだ店員。1997年1月に起きた連続女性殺人事件の7人目の犠牲者。田中仁志に襲われ殺害された。
大山に薬物依存から救われた過去を持ち、その件で彼に恩義を感じていた。大山から貰った髪留めから自身の指紋と仁志のDNAが検出されたことで（1997年当時の鑑識技術では検出不可能だった）彼が前述事件の真犯人である決定的証拠となる。
安田二朗
演 - 矢柴俊博（第3話、第4話）
ラーメンやすだ店主。
中島亮子
連続女性殺人事件の5人目の犠牲者で遺体発見とされていたが、健人から情報を受けた大山によって救われ、未遂に変わる。

第3話
木村直也
演 - 勝呂学
大学生。連続女性殺人事件の実行犯として大山に現行犯逮捕された。真犯人の服装とよく似た格好で大山が追って来た先の通りをたまたま歩いていたせいで勘違いされてしまった。刑事たちから取調べを受けようとした矢先に、発作を起こして心肺停止状態となり死亡する。その後、新たな犠牲者が出たことから大山の誤認逮捕であることが明らかになる。
中島
演 - 大西武志
中島亮子の夫。キッチンなかじま店主。
亮子が事件から生き延びたのにも関わらず、警察が何度も聞き込みに来たことで亮子の苦しみは消えることなく早死にしたんだと美咲に強く当たる。
中島礼子
演 - 佐藤玲
亮子の娘。
事件当時、自身は亮子のお腹のなかにおり、大山に助けられたことにより、無事出産できたことで、彼に感謝していたことを健人と美咲に告げる。
田中修一
演 - モロ師岡（第4話）
城西バス運転手。2018年現在は退職している。
1997年、連続女性殺人事件の真犯人である息子・仁志をかばうため、自身が運行する98番線のバスに仁志を乗せていたのにも関わらず、事情聴取に訪れた大山に誰も乗せていないと嘘の証言をし、大山から仁志を自首させるよう強要された際にも、彼が大山に追い詰められ、ビルから転落し、下半身が不自由になるほどの大怪我を負ったことから、「息子は十分に罰を受けた」と自首させることを拒む。2018年、前述と同様に仁志をかばうため、八代英子を殺害し、さらに連続女性殺人事件の真犯人は自分だと城西署へ出頭するが、その後の取調べにて健人から被害者の女性たちの写真を見せられてからは仁志の犯行を自供する。
八代英子
演 - 真瀬樹里（第4話）
田中の元同僚。城西バス事務員。2018年、連続女性殺人事件と同じ手口で田中により殺害される。
1997年、田中の息子・仁志がみどりを襲い殺害する現場を目撃したことで仁志が連続女性殺人事件の犯人であることを掴み、証拠品であるみどりの髪留めを利用し、田中を何度も恐喝した。

第4話
田中仁志〈42〉
演 - 尾上寛之（第2話、第3話）
田中の息子。連続女性殺人事件の真犯人。
1997年、大山に追跡され逃走中にビルから転落したことで下半身が不自由になる。2018年、前述の通りみどりの髪留めから彼女の指紋と自身のDNAが検出されたことや田中が自身の犯行を自供したことで連続殺人の罪で逮捕される。
第2･3話にも素性を明かさない形で登場している。
金田勝
演 - 大高洋夫
田中の同期。
彼が運行する98号線のバスによく仁志を同乗させていたことを証言する。

第5話
大山靖志
演 - 北見敏之（第9話、第10話）
大山の父。大山時計店店主。
大山が失踪前に担当した1998年の城ヶ丘地区連続窃盗事件に関する資料を持参している。
岡本紀夫
演 - 高橋努（第7話、第8話、第10話）
かつて大山に多額の賄賂を渡していたとされる元暴力団の男。
前述の件で事情聴取に訪れた健人に、キャバクラの違法営業をネタに大山から総額300万円の賄賂を支払わされたことを証拠品とされる領収書を見せながら証言する。第8話の取り調べでは、健人が岩田のことをかなり恨んでいるという嘘の証言をする。後に自身の車が岩田の殺害現場から逃げ去った車と同じであることに健人が気付いたことから、岩田を殺害した疑惑が浮上する。
第10話では、中本の犯罪の全てを話すため、健人に2018年5月6日の夜11時に第一湾岸ビル地下駐車場に1人で来るように伝える。5月6日当日に大山の死の真相を健人と美咲に告げた後、何者かに射殺される。無線によって過去が変化し、2000年4月15日に岩田と共に大山殺害未遂の容疑で逮捕された。
工藤雅之〈58〉
演 - 平田満（第6話、第7話）
城ヶ丘地区連続窃盗事件が起きる4年前に大山が逮捕した元窃盗犯の男。
出所後は娘・和美のために更生し、配送業を勤めていたが、健人が連続窃盗事件の情報を大山に伝えた後に、後述の白石智弘の目撃証言があったことと現場の郵便受けから自身の指紋が検出されたことから、前述事件の犯人として大山に再逮捕されるが、自身は容疑を否定し続けている。慎重で計画的な性格で以前の犯行では現場に指紋一つ残さなかったが、前述事件の時に限り現場に指紋を残していた。後に連続窃盗事件について工藤にアリバイがあったことが明らかになる。服役時には何度も脱走を試みていたが、後に電気技術の資格を取得するために専門書を取り寄せて勉強をしていた。また、後述する通り和美が事故で焼死したことから、火を見ると発作を起こしていた。前述の通り和美が焼死した件で大山に恨みを持つ。
2018年に出所するも、その3日後に大学教授の娘・矢部香織を誘拐する事件を起こし、行方をくらます。犯行時には、彼女の洗面所の鏡に自身の指紋が残され、防犯カメラの映像にも自身の姿が残されている。連続窃盗事件の容疑者として大山に連行された後に、和美が乗せたバスが事故を起こし、香織の父・英介が和美を差し置いて香織を救出したことにより、和美がバスの爆破に巻き込まれ焼死したと思い込み、英介に恨みを持つ。彼にも自身のように娘を助けられなかった時の気持ちを味わわせるため、前述の通り香織を誘拐し、さらに業務用の冷凍庫に閉じ込め、英介を当時のバスの事故現場におびき寄せる。その後、略取誘拐の容疑で健人に逮捕される。
第7話で過去が変化したことで、連続窃盗事件の容疑が晴れて釈放されるも、その足で矢部英介を殺し再逮捕された。のちに刑務所内で病死してしまった。
工藤和美
演 - 吉川愛（第6話）
工藤の娘。大山のことをとても信頼しており、彼に父は前述の連続窃盗事件の犯人ではないことを信用して欲しいと伝え、元気付けるための曲が入ったカセットテープを渡した。工藤が連続窃盗事件の容疑者として大山に連行された後、叔母の家へ向かうバスが事故を起こし、その後爆破に巻き込まれ焼死する。
矢部香織〈35〉
演 - 野崎萌香（高校時 : 木下彩音）（第6話）
大学の研究員。2018年、工藤に誘拐され、業務用の冷蔵庫に閉じ込められる。
高校時代にバスの事故に巻き込まれるが、英介により救出された。しかし事故からの後遺症により、PTSDを患い、抗不安薬を服用するほどの症状となっている。
矢部英介
演 - 小須田康人（第6話、第7話）
香織の父。大学教授。
前述の通り和美が乗せたバスが事故を起こした際に、彼女を差し置いて香織を救出したことから、和美が焼死したことで工藤から恨まれ、香織が工藤に誘拐される原因を作ってしまう。第7話では過去が変化したことで、1998年に工藤に刺殺されてしまった。
矢部加代
演 - 相築あきこ（第6話）
香織の母。

第6話
白石智弘
演 - 白石隼也（第5話、第7話）
連続窃盗事件の被害者（白石重工社長）の息子。自宅に工藤を目撃したと証言する。
大山からの聞き込みでは犯人は東の方に逃げたと証言するが、前回の聞き込みでは西の方に逃げたと証言していたため、工藤を目撃したという証言は嘘だったことが明らかになる。後述の通り、運転手の証言にて連続窃盗事件の真犯人であることが明らかになり大山に逮捕されるが、中本の計らいで不起訴処分となり釈放される。第5話にも一瞬ながら登場している。
宮樫
演 - 森岡豊（第7話）
白石の運転手。
彼が連続窃盗事件の真犯人という証拠隠滅のため、白石が所有していた青色の車を処分しようとしたが、その場で大山に聞き込みをされ、白石の犯行を証言する。

第7話
野沢義男
演 - 西岡徳馬（第8話、第10話、スペシャルドラマ）
衆議院議員。汚職政治家であり、自身の不祥事が明らかにならないよう、或いは自分が目を掛ける人間の罪をもみ消すべく中本に指示して数々の隠蔽工作を行わせた全ての黒幕である。賄賂の裏帳簿が入ったフロッピーディスクを中本に託していたが、第10話で中本が死んだ後に大山の手に渡り、健人の母に預ける形で未来の健人に託された。
スペシャルドラマでは、健人により2018年6月18日に収賄容疑で逮捕された。

第8話
井口奈々
演 - 山田愛奈（第9話、第10話）
東条高校女子生徒。武蔵野市の集団暴行事件の被害者であり、そのことで誰とでも寝る女だという悪評が立ち、追い詰められ飛び降り自殺を図るも一命を取り留める。
後に岩田から取り調べを受け、事件の主犯は亮太であることを証言する。
斉藤裕也
演 - 瀬戸利樹（第9話、第10話）
東条高校男子生徒。大山からの取り調べにて、亮太が週に1回自宅を使い、奈々に勉強を教えていたことを証言する。
亮太が少年院から出所した日に、後述の小川陽一が集団暴行事件の真犯人である証拠品を彼に渡す。
井口
演 - 森下能幸（第9話）
奈々の父。彼女の面会に訪れた大山たちに対し、粗暴な対応で追い返す。
2018年の時点では既に他界している。
守谷
演 - 西原信裕
亮太が集団暴行事件の主犯だと証言した元東条高校男子生徒の一人。
高校時代の健人に事件の真相を問い詰められ、前述のように証言したのは亮太が金もコネもなく潰しやすいからだと言い放つ。

第9話
焼き鳥店「おかん焼きふじよし」のおかみ
演 - 濱田マリ
小学校高学年の健人にオムライスを注文されたことで戸惑い、彼のことを心配するが、大山から健人に内緒で食べさせて欲しいという依頼を受け、注文を受け入れる。その後も度々大山からの依頼を受けて、健人にオムライスを食べさせた。
健人が高校時代に、「大学に行こうと思うけど学費がない」と相談した際に、「公務員や警察のようなちゃんとした仕事に就けばいい」とアドバイスをしたことで健人が警察官になるきっかけとなる。2018年でも店は続けている。
アオイ
演 - 永島聖羅
健人の高校時代の同級生。
学校の屋上にて孤独でいた健人を心配し声をかけるが、祐介たちに健人と付き合っているのかとからかわれ、それを否定し逃げるように屋上を立ち去る。
祐介
演 - 金田卓也
健人の高校時代の同級生。
アオイが出て行った後、亮太が女を襲って捕まったと健人をからかったことで彼の怒りを買い、暴行を受けてしまう。
元村（旧姓：井口）奈々〈37〉
演 - 映美くらら
2018年現在の井口奈々。健人と美咲が事情聴取に訪れた際に、亮太のことを、たった1人だけ自分に優しくしてくれた人だったと語り、それにも関わらず買収によって彼が事件の主犯だという嘘の証言をしてしまったことを自供する。さらに本当の主犯は、後述の小川陽一であることを供述し、健人から小川が犯人であることの証言を求められるが、夫も子供もいることから証言を拒む。
そして健人から亮太が自殺で亡くなったことを聞かされると、彼が少年院から手紙をくれたことを語り、その手紙には自身のことを恨んでないことや、諦めずにやり直すなどといった前向きな内容だったことから、亮太が自殺したとは思えないと言い、健人と美咲の元を立ち去る。
小川陽一
演 - 小原唯和（第10話）
東条高校男子生徒。小川都市開発社長の息子。2018年現在では取締役。武蔵野市の集団暴行事件の本当の主犯。

## スタッフ
- 原作 - 『シグナル』（脚本 - キム・ウニ、制作 - Studio Dragon、ASTORY）
- 脚本 - 尾崎将也、大久保ともみ
- 脚本協力 - 佐伯紅緒
- 音楽 - 林ゆうき、橘麻美
- 主題歌 - BTS(防弾少年団)「Don't Leave Me」（ユニバーサルミュージック）
- 挿入歌 - miwa「Unchained Love」（ソニー・ミュージックレーベルズ）
- リーガルアドバイザー - 芦原愛一郎
- 警察監修 - 古谷謙一、白川栄二
- プロファイリング監修 - 桐生正幸
- 医療監修 - 中澤暁雄
- 演出 - 内片輝、鈴木浩介
- プロデューサー - 萩原崇（カンテレ）、笠置高弘（カンテレ）、石田麻衣
- 制作協力 - ホリプロ
- 制作著作 - カンテレ

## 放送日程
| 各話                                                                        | 放送日  | サブタイトル                                             | 脚本         | 演出     | 視聴率 |
| --------------------------------------------------------------------------- | ------- | -------------------------------------------------------- | ------------ | -------- | ------ |
| 第1話                                                                       | 4月10日 | 過去とつながる無線 15年前の誘拐の謎!                     | 尾崎将也     | 内片輝   | 9.7%   |
| 第2話                                                                       | 4月17日 | 時効成立20分前! 極限の攻防戦 新たな未解決事件!           | 尾崎将也     | 内片輝   | 8.4%   |
| 第3話                                                                       | 4月24日 | 変化する過去! 殺人の連鎖! 再び動き出した凶悪犯           | 尾崎将也     | 鈴木浩介 | 8.3%   |
| 第4話                                                                       | 5月01日 | 死のバス 連続殺人の衝撃の結末! 時を超えた奇跡とは        | 尾崎将也     | 鈴木浩介 | 7.9%   |
| 第5話                                                                       | 5月08日 | 刑事失踪の謎を追え! 新たな事件発生! 無線の悲劇           | 尾崎将也     | 内片輝   | 6.7%   |
| 第6話                                                                       | 5月15日 | 衝撃の死極限のタイムリミット誘拐事件の謎を解け           | 尾崎将也     | 内片輝   | 5.7%   |
| 第7話                                                                       | 5月22日 | 連続窃盗衝撃の真相! 刑事の死最悪の事件が始まる           | 大久保ともみ | 鈴木浩介 | 6.9%   |
| 第8話                                                                       | 5月29日 | 最終章! 18年の時を越えて今明かされる失踪の謎             | 尾崎将也     | 鈴木浩介 | 6.9%   |
| 第9話                                                                       | 6月05日 | ついに今明かされる兄の死の謎運命狂わす真相とは           | 尾崎将也     | 内片輝   | 7.3%   |
| 最終話                                                                      | 6月12日 | 最大の危機! 過去を変えろ! 未来を救え! 無線の謎が明らかに | 尾崎将也     | 内片輝   | 9.2%   |
| 平均視聴率 7.7%（視聴率はビデオリサーチ調べ、関東地区・世帯・リアルタイム） |         |                                                          |              |          |        |

## チェインストーリー
本編終了直後から○.5話として配信され、全話を2018年6月19日までGYAO!で独占配信された。スペシャル版放送前の2021年3月8日・15日から前編・後編をGYAO!で独占配信された。

### キャスト（チェインストーリー）
- 第1.5話
  - 木村祐一、池田鉄洋
- 第2.5話
  - 木村祐一、池田鉄洋、春延朋也、橋本恵一郎
- 第3.5話
  - 佐久間由衣、矢柴俊博
- 第4.5話
  - 木村祐一、池田鉄洋、青野楓
- 第5.5話
  - 平田満、吉川愛、伊藤星、前野えま
- 第6.5話
  - 木村祐一、池田鉄洋、青野楓
- 第7.5話
  - 神尾楓珠、大西利空
- 第8.5話
  - 神尾楓珠、山田愛奈、瀬戸利樹
- 第9.5話
  - 木村祐一、池田鉄洋
- シグナル 長期未解決事件捜査班 スペシャル チェインストーリー前編「健人と大山 ―過去とつながる無線機の謎―」、後編「美咲と大山 ―明かされる大山刑事 失踪の謎―」
  - 坂口健太郎、吉瀬美智子

### スタッフ（チェインストーリー）
- 原作 - 『シグナル』
- 脚本 - 大久保ともみ、井上登紀子、掛須夏美
- 音楽 - 林ゆうき、橘麻美
- 特別協力 - GYAO!
- プロデューサー - 萩原崇、豊福陽子、笠置高弘、石田麻衣、佐藤貴亮
- 演出 - 日高貴士、増間高志、笠置高弘
- 制作協力 - ホリプロ
- 制作著作 - カンテレ

## 映像ソフト
- 「シグナル 長期未解決事件捜査班」 Blu-ray、DVD BOX 発売日:2018年9月12日（チェインストーリーも同梱）

## スペシャル
2021年4月の劇場版公開にあわせ、『シグナル 長期未解決事件捜査班 スペシャル』が3月30日に放送。原作の韓国版「シグナル」より、特に人気が高いストーリーを採用、連続ドラマ版の最終話の直後から始まり、20年前に自殺したはずの恋人の捜索依頼を受け、三枝と大山が事件を追っていく。

### キャスト（スペシャル）
※スペシャル版の追加出演キャスト
石川匠（いしかわ たくみ）
演 - 青木崇高
元警察官で石川建設社長。現役時代に警察上層部と関わるなど、重要な過去を持つ。拳銃の紛失をきっかけに依願退職し、退官後は警察の権力を後ろ楯に生きている。逃走中だった中本を殺害した実行犯であり、健人と対峙する悪の存在。
上杉胡桃（うえすぎ くるみ）
演 - 桜井ユキ
女優。カメラマンの武田寿士と婚約中だった2000年に変死体で発見される。しかし、2020年に再びその姿が目撃される謎の多い人物。
武田寿士（たけだ ひさし）
演 - 古川雄輝
カメラマン。20年前に亡くなった婚約者・胡桃を見かけ、健人ら未解決班に捜査を依頼する。
上杉杏樹（うえすぎ あんじゅ）
演 - 篠原ゆき子
胡桃の姉。20年前の秘密を知る。
鳥羽（とば）
演 - 駿河太郎
芸能プロダクションの社長。
鎌田（かまた）
演 - 戸田昌宏
上杉胡桃事件の捜査関係者。階級は警部補。
阿久津（あくつ）
演 - 阪田マサノブ
警視庁捜査第一課長。
三谷宗久（みたに むねひさ）
演 - 杉本哲太
内閣情報調査室次長。あらゆる情報に精通する政府の要人。
山崎聡史（やまさき さとし）
演 - 田中哲司
警視庁公安部長。警視庁内でも将来を約束されているリアリスト。

### 放送日程（スペシャル）
| 放送日                                                       | サブタイトル | 演出     | 脚本     | 視聴率 |
| ------------------------------------------------------------ | ------------ | -------- | -------- | ------ |
| 2021年3月30日                                                |              | 鈴木浩介 | 仁志光佑 | 6.4%   |
| （視聴率はビデオリサーチ調べ、関東地区・世帯・リアルタイム） |              |          |          |        |

### 映像ソフト（スペシャル）
- 「シグナル　長期未解決事件捜査班　スペシャル」Blu-ray、DVD 発売日:2021年9月15日

### 受賞（スペシャル）
- 韓国の「ソウルドラマアワード2021」で“インターナショナル・ドラマ・オブ・ザ・イヤー(非競争部門)”を受賞。坂口健太郎は“アジアスター賞”に輝いた[20][21]。

## 映画
『劇場版シグナル 長期未解決事件捜査班』が2021年4月2日に公開された。監督は『相棒』、『探偵はBARにいる』シリーズを手掛けた橋本一。主演の坂口健太郎が初の本格的なアクションを演じる。

### あらすじ（映画）
現在 - 2021年の東京。政府高官が高速道路で交通事故で死亡するが、三枝・桜井ら長期未解決事件捜査班は事故ではなく、事件の可能性を疑い捜査する。
過去 - 2009年の東京。大臣政務官の相次ぐ交通事故死が発生、警察は事故と報じるが、刑事の大山は事件性を疑う。
現在と過去を繋げる無線機が再び鳴り出し、三枝・大山は時空を超えて闇に立ち向かう。

### プロダクション
連続ドラマの余韻を残す終わり方は、オリジナルの韓国版でも同様であり、日本版の制作陣は続編を模索していた。そこでリメイクされなかった韓国版エピソードの内から一つをスペシャルドラマとして制作し、劇場版は完全に日本版オリジナルとして制作することを構想、韓国側よりゴーサインも出たため映画化が実現した。
メガフォンをとった橋本一は、主演の"坂口健太郎をボロボロにする"ことをテーマとし、坂口は初の本格的なアクションに挑戦した。坂口はクランクインの4か月ほど前から殺陣の稽古に通い、木更津で行われた撮影終盤では、10メートルの高さで文字通りボロボロになりながらもアクションシーンをこなした。
キャスティング
連続ドラマのレギュラー陣に加え、スペシャルドラマから引き続き杉本哲太、田中哲司、阪田マサノブらが出演。劇場版では、さらに刑事部長役に伊原剛志、官房長官役に鹿賀丈史というベテラン俳優がゲスト出演した。また三枝ら捜査班に協力する女性ジャーナリスト役に、奈緒が抜擢された。
主題歌
連続ドラマに続きBTSが本作の主題歌「Film out」を担当した。楽曲提供・プロデュースをback numberが行った。BTSのジョングクは、back numberの清水依与吏のメロデイラインに感化され新しいメロディを提案するなど、両グループのコラボレーションが実現した1曲となった。

### キャスト（映画）
※劇場版の追加出演キャスト
板垣真二郎
演 - 鹿賀丈史
内閣官房長官。政界に強い影響力を持つ。
青木潤基
演 - 伊原剛志
警視庁刑事部長。正義感の強い警察官。
小泉ミチル
演 - 奈緒（幼少期：金恒那）
三枝・桜井らの捜査に協力するジャーナリスト。
青木の妻
演 - 滝川ひとみ

### スタッフ（映画）
（出典：東宝）
- 監督 - 橋本一
- 原案 - 『シグナル』脚本 キム・ウニ
- 脚本 - 仁志光佑、林弘
- 音楽 - 林ゆうき、橘麻美
- 製作 - 岡田美穂、石原隆、笠置高弘、藤田浩幸、市川南
- エグゼクティブプロデューサー - 中畠義之、臼井裕詞
- プロデューサー - 萩原崇、豊福陽子、小原一隆、笠置高弘、石田麻衣
- 撮影 - 柳田裕男
- 編集 - 只野信也
- アクション監督 - 田中信彦

### 関連商品
- 仁志光佑・林弘（脚本）、佐野晶（ノベライズ）『劇場版シグナル 長期未解決事件捜査班』2021年3月4日発売[26]、ISBN 978-4-299-01452-8

### 映像ソフト
- 「劇場版 シグナル　長期未解決事件捜査班」　Blu-ray、DVD 豪華版 発売日：2021年10月6日
- 「劇場版 シグナル　長期未解決事件捜査班」　DVD 通常版 発売日：2021年10月6日

### テレビ放送
| 回 | 放送日       | 放送時間（JST）   | 放送局     | 放送枠   | 視聴率 | 備考         |
| -- | ------------ | ----------------- | ---------- | -------- | ------ | ------------ |
| 1  | 2022年4月5日 | 火曜21:00 - 23:18 | フジテレビ | （なし） | 7.0%   | 地上波初放送 |